# Florin (Kalifornija)
Florin je naseljeno područje za statističke svrhe u američkoj saveznoj državi Kalifornija. Prema popisu stanovništva iz 2010. u njemu je živjelo 47.513 stanovnika.